# Anveckling
Med anveckling menas en form av systemutveckling som påbörjas, drivs och/eller utförs av de människor som själva huvudsakligen fungerar som användare i någon mening. Användare används här i den traditionella betydelsen "användare av datoriserade informationssystem". Personerna, som utför utvecklingen (anvecklingen) kallas anvecklare. Den primära utgångspunkten är att arbetet bedrivs utifrån stora verksamhetskunskaper, d.v.s. kunskaper om arbetsuppgifter och behov förknippade med dessa.
Anveckling bedrivs med utvecklingsverktyg (till exempel kalkylprogram), som anvecklarna har vissa kunskaper om. Anvecklarna ansvarar helt eller delvis för de verksamheter som det färdiga systemet avser att stödja. De utför även normalt arbetsuppgifter inom denna verksamhet.
De engelska uttryck som ligger närmast är End-user computing eller End user development